# Epuraea terminalis
Epuraea terminalis är en skalbaggsart som först beskrevs av Mannerheim 1843.  Epuraea terminalis ingår i släktet Epuraea, och familjen glansbaggar. Arten är reproducerande i Sverige.